# Автостоп (залізниця)

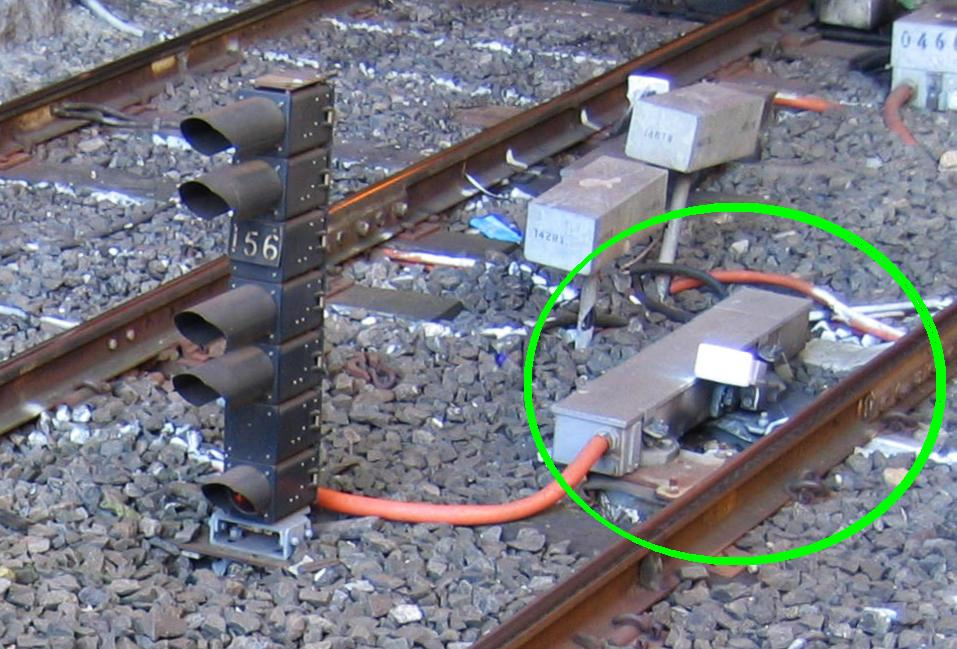
Автостопний пристрій на залізничній колії з'єднаний із світловою сигналізацією. Мельбурн, Австралія

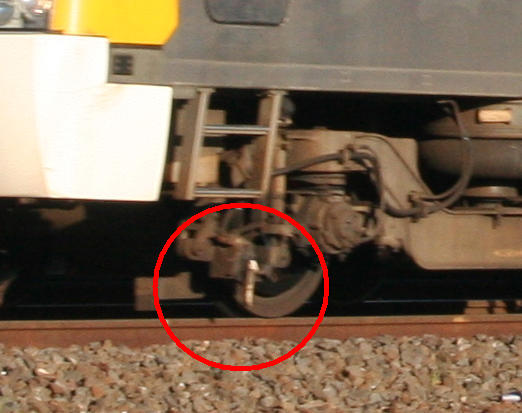
Автостопний пристрій на потязі фірми Siemens. Мельбурн, Австралія

Автостоп (від грец. αυτος — сам і англ. stop — зупинення) — пристрій для автоматичного зупинення залізничного поїзда при наближенні до закритого колійного сигналу, якщо машиніст не вжив заходів до зупинення локомотива. Автостоп на локомотиві з'єднаний з повітряним гальмом, а на колії — з колійним сигналом (світлофором або семафором). На залізницях СРСР застосовували індуктивний автостоп і безперервну локомотивну сигналізацію з автостопом системи Центрального науково-дослідного інституту Міністерства шляхів та сполучення.